# Alexander Erler
Alexander Erler (nacido el 27 de octubre de 1997) es un tenista profesional de Austria.
Su mejor ranking individual es el Nº 322 alcanzado el 4 de octubre de 2021, mientras que en dobles logró la posición 36 el 24 de abril de 2023.

## Títulos ATP (8; 0+8)

### Dobles (8)
| Leyenda                         |
| Grand Slam (0)                  |
| ATP Wourld Tour Finals (0)      |
| ATP Masters 1000 World Tour (0) |
| ATP World Tour 500 series (3)   |
| ATP World Tour 250 series (5)   |

| No. | Fecha                 | Torneo    | Superficie    | Pareja        | Oponentes en la final                | Resultado        |
| --- | --------------------- | --------- | ------------- | ------------- | ------------------------------------ | ---------------- |
| 1.  | 31 de julio de 2021   | Kitzbühel | Tierra batida | Lucas Miedler | Roman Jebavý Matwé Middelkoop        | 7-5, 7-6(5)      |
| 2.  | 30 de octubre de 2022 | Viena     | Dura (i)      | Lucas Miedler | Santiago González Andrés Molteni     | 6-3, 7-6(1)      |
| 3.  | 4 de marzo de 2023    | Acapulco  | Dura          | Lucas Miedler | Nathaniel Lammons Jackson Withrow    | 7-6(9), 7-6(3)   |
| 4.  | 23 de abril de 2023   | Múnich    | Tierra batida | Lucas Miedler | Kevin Krawietz Tim Puetz             | 6-3, 6-4         |
| 5.  | 5 de agosto de 2023   | Kitzbühel | Tierra batida | Lucas Miedler | Gonzalo Escobar Aleksandr Nedovyesov | 6-4, 6-4         |
| 6.  | 27 de julio de 2024   | Kitzbühel | Tierra batida | Andreas Mies  | Constantin Frantzen Hendrik Jebens   | 6-3, 3-6, [10-6] |
| 7.  | 20 de octubre de 2024 | Amberes   | Dura (i)      | Lucas Miedler | Robert Galloway Aleksandr Nedovyesov | 6-4, 1-6, [10-8] |
| 8.  | 27 de octubre de 2024 | Viena     | Dura (i)      | Lucas Miedler | Neal Skupski Michael Venus           | 4-6, 6-3, [10-1] |

#### Finalista (3)
| N.º | Fecha                 | Torneos        | Superficie    | Pareja        | Oponentes en la final              | Resultado         |
| --- | --------------------- | -------------- | ------------- | ------------- | ---------------------------------- | ----------------- |
| 1.  | 8 de abril de 2023    | Marrakech      | Tierra batida | Lucas Miedler | Marcelo Demoliner Andrea Vavassori | 4-6, 6-3, [10-12] |
| 2.  | 25 de febrero de 2024 | Río de Janeiro | Tierra batida | Lucas Miedler | Nicolás Barrientos Rafael Matos    | 4-6, 3-6          |
| 3.  | 6 de abril de 2024    | Marrakech      | Tierra batida | Lucas Miedler | Harri Heliövaara Henry Patten      | 6-3, 4-6, [4-10]  |

## Títulos ATP Challenger (5; 0+5)

### Dobles (5)
| N.° | Fecha                   | Torneo                    | Superficie    | Pareja        | Oponentes en la final                 | Resultado        |
| --- | ----------------------- | ------------------------- | ------------- | ------------- | ------------------------------------- | ---------------- |
| 1.  | 2 de octubre de 2021    | Challenger de Sibiu       | Tierra batida | Lucas Miedler | James Cerretani Luca Margaroli        | 6-3, 6-1         |
| 2.  | 20 de noviembre de 2021 | Challenger de Helsinki    | Dura (i)      | Lucas Miedler | Harri Heliövaara Jean-Julien Rojer    | 6-3, 7-6(2)      |
| 3.  | 11 de diciembre de 2021 | Challenger de Forlí 3     | Dura (i)      | Lucas Miedler | Marco Bortolotti Sergio Martos Gornes | 6-4, 6-2         |
| 4.  | 19 de febrero de 2022   | Challenger de Bangalore 2 | Dura          | Arjun Kadhe   | Saketh Myneni Ramkumar Ramanathan     | 6-3, 6-7, [10-7] |
| 5.  | 30 de abril de 2022     | Challenger de Ostrava     | Tierra batida | Lucas Miedler | Hunter Reese Sem Verbeek              | 7-6, 7-5         |

### Finalista (2)
| N.° | Fecha                   | Torneo                | Superficie    | Pareja        | Oponentes en la final                        | Resultado           |
| --- | ----------------------- | --------------------- | ------------- | ------------- | -------------------------------------------- | ------------------- |
| 1.  | 13 de noviembre de 2021 | Challenger de Ortisei | Dura (i)      | Lucas Miedler | Antonio Šančić Tristan-Samuel Weissborn      | 6-7(8), 6-4, [8-10] |
| 2.  | 21 de mayo de 2022      | Challenger de Túnez   | Tierra batida | Lucas Miedler | Nicolás Barrientos Miguel Ángel Reyes-Varela | 7-6, 3-6, [9-11]    |